# Котис II (царь Боспора)
Котис II (лат. Kotos, Kotisis; 66 — 132) — царь Боспора в 123—132 годах и большой друг Римской империи.

## Биография
Происходил из династии Аспурга. Сын Савромата I. После смерти отца в 123 году унаследовал власть. Неоднократно воевал с гуннскими и скифскими полководцами за влияние на Таманском полуострове: войны 101, 103 и 112—133 годов. В начале его правления скифы и тавры осадили и взяли Феодосию, все жители которой были уведены в плен, а город сожжен. Котис II воевал со скифами и таврскими пиратами, разорил их крепости и базы, многие жители которых были перебиты и захвачены в плен.
В 129 году боспорский царь воздвиг арку в честь своих побед и провёл триумф на римский лад. Однако западные области его царства, Феодосия и гавань Афинеон были пустые и заброшенные к концу правления Котиса II. Власть унаследовал его сын Реметалк I.